# Борис Гребенщиков поёт песни Булата Окуджавы
Песни Булата Окуджавы — девятый студийный альбом Бориса Гребенщикова (БГ). Составлен из песен русского поэта и барда Булата Окуджавы.

## Список композиций
Музыка и слова во всех песнях — Булат Окуджава, кроме указанной особо
1. «Горит пламя, не чадит…» (1:15)
2. Песенка о Ваньке Морозове (2:06)
3. Петухи (1:16)
4. «Эта женщина! Увижу и немею…» (1:13)
5. Дерзость (Разговор перед боем) (3:57)
6. Вот так она любит меня (1:48)
7. Пиратская лирическая (2:21)
8. Настоящих людей так немного… (0:56)
9. К чему нам быть на ты… (2:26)
10. Надя-Наденька (1:38)
11. Песенка о голубом шарике (1:09)
12. Песенка про чёрного кота (1:18)
13. Песенка о смоленской дороге (1:50)
14. Примета (1:53)
15. Песенка об арбатских ребятах (1:10)

Скрытый бонус-трек присутствует только на коллекционном издании альбома, но не указан на обложке, звучит после двухминутной паузы с конца последнего трека: «Ваше благородие, госпожа удача» (2:00) (И. Шварц — Б. Окуджава)